# Labrisomus socorroensis
Labrisomus socorroensis е вид лъчеперка от семейство Labrisomidae. Видът е световно застрашен, със статут Уязвим.

## Разпространение
Разпространен е в Мексико.